# Одижье, Кристиан
Кристиан Одижье (фр. Christian Audigier; 1958—2015) — французский модельер

 и предприниматель, живший в Соединенных Штатах. В 2010 году его состояние оценивалось в 250 млн долларов США.
Родился в Авиньоне. В молодости был дизайнером джинсовой одежды, работал в компаниях Mac Keen Jeans и Fiorucci. В дальнейшем создал компанию Christian Audigier and His Gang, занимавшуюся лицензированием и упаковкой одежды. В начале XXI века переехал в США и начал разрабатывать дизайн кепок бренда Von Dutch, за короткое время повысив популярность бренда. С 2004 года стал сотрудничать с мастером татуировки Эдом Харди, разрабатывая одежду с нанесёнными на неё изображениями работы этого мастера.
Ушёл из жизни 9 июля 2015 года спустя несколько месяцев после того, как врачи поставили ему диагноз миелодиспластический синдром .